# Jimmy Knepper in L.A.
Jimmy Knepper in L.A. è un album di Jimmy Knepper, pubblicato dalla Inner City Records nel 1979. 

## Tracce
Lato A
1. The Masher – 5:00 (Jimmy Knepper)
2. My Old Flame – 4:55 (Sam Coslaw, Arthur Johnson)
3. Yesterdays – 8:21 (Jerome Kern, Otto Harbach)

Durata totale: 18:16
Lato B
1. Bertha the Dragoness – 5:27 (Jimmy Knepper)
2. All the Things You Are – 10:27 (Jerome Kern, Oscar Hammerstein II)
3. Things Ain't What They Used to be – 6:24 (Duke Ellington)

Durata totale: 22:18

## Musicisti
- Jimmy Knepper - trombone
- Lew Tabackin - sassofono tenore, flauto, produttore
- Roger Kellaway - pianoforte
- Monty Budwig - contrabbasso
- Shelly Manne - batteria